# Col de Rousset
Le col de Rousset est un col routier à 1 249 mètres d'altitude situé dans le massif du Vercors, dans le département de la Drôme. Il accueille aussi bien des cyclistes et motards l'été que des skieurs l'hiver.

## Géographie

### Situation

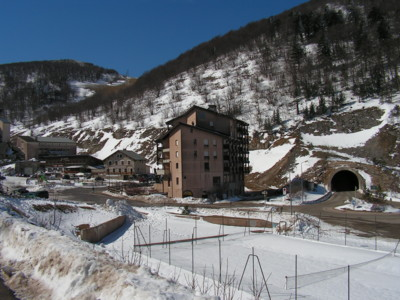
Entrée du tunnel versant nord.

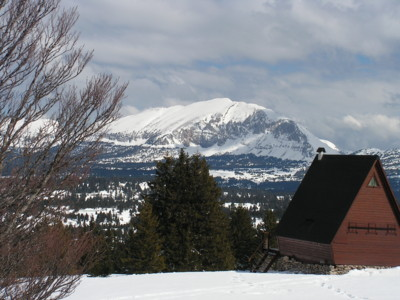
Vue sur le Grand Veymont.

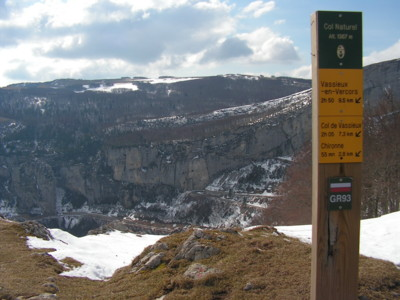
Le col Naturel, à l'aplomb des tunnels et versant sud de la route.

Le col de Rousset est, avec le col de la Bataille, un des rares points de passage permettant d'accéder au Sud-Vercors. Il relie précisément Die au sud à Saint-Agnan-en-Vercors au nord, par le biais d'un tunnel situé à 1 249 mètres d'altitude et d'une longueur de 769 m. Le col géographique, sur la crête surplombant le tunnel, se trouve pour sa part à 1 367 mètres et est accessible à pied. Le hameau de Rousset dont dépend le col appartient à la commune de Saint-Agnan-en-Vercors, dans le département de la Drôme.

### Climat
Il est également une des frontières naturelles entre Alpes du Nord et Alpes du Sud, entre Diois et Vercors proprement dit. Véritable frontière climatique au-delà du simple phénomène adret/ubac, la végétation, le climat et l'ensoleillement sont de part et d'autre du col profondément différents puisque l'on passe d'un environnement alpin humide et rigoureux à un milieu de type quasi-méditerranéen sec et ensoleillé.

## Histoire

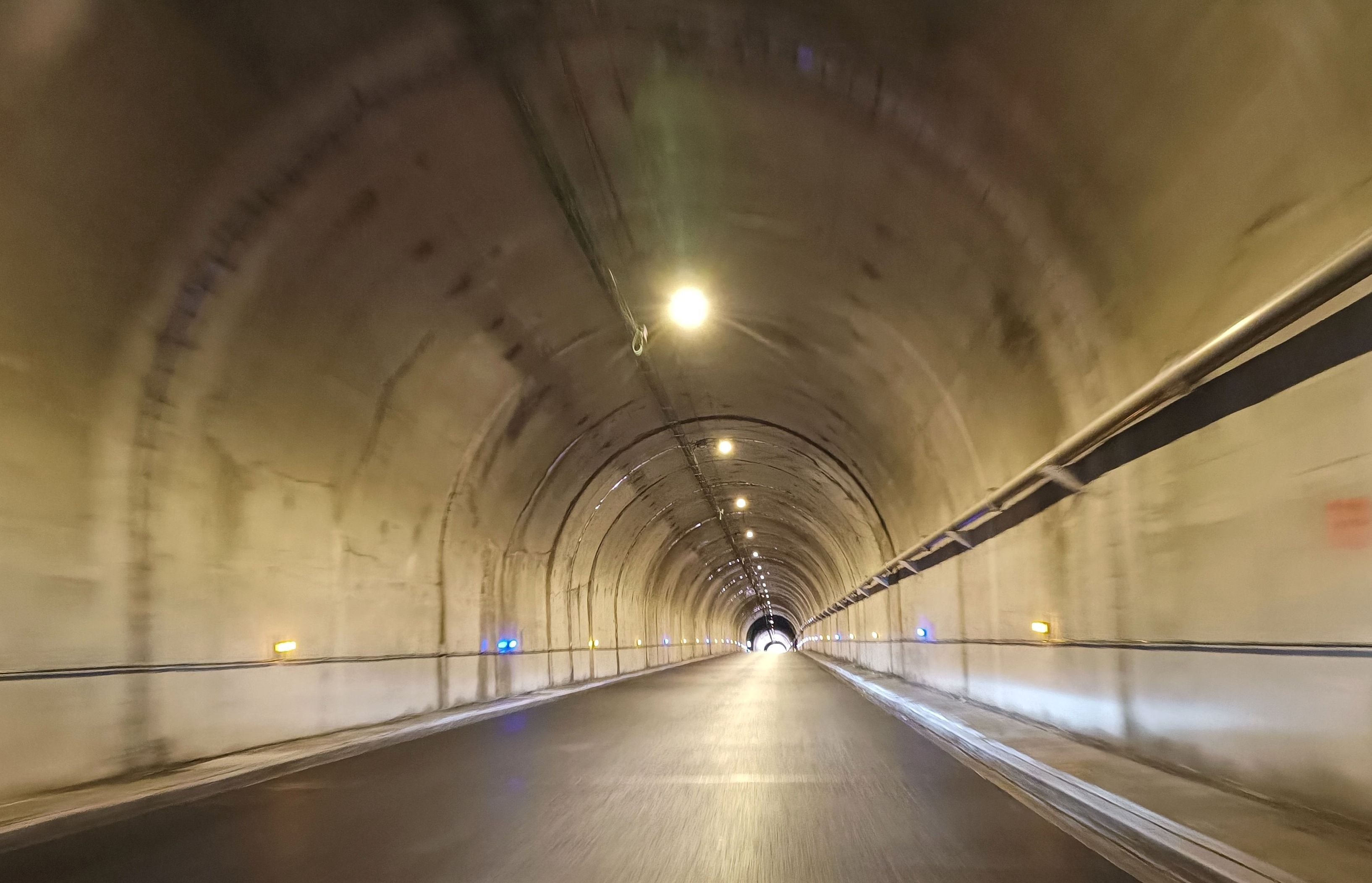
L'intérieur du tunnel du col de Rousset en direction de Die.

L'actuel tunnel est percé en 1979. Il remplace un précédent ouvrage datant de 1866 et parallèle à celui-ci.

## Activités sportives

### Station été et hiver du Col de Rousset
Le col de Rousset accueille une station de ski alpin ; un télésiège et six téléskis y desservent 26 pistes offrant tous les niveaux de difficulté. À proximité se trouve aussi un stade de neige, le stade Raphael Poirée, avec des pistes de ski nordique et de chiens de traîneaux. Le col est le départ de la Grande Traversée du Vercors (GTV), qui mène à Villard-de-Lans, en ski de fond l'hiver et en VTT l'été, à travers les hauts plateaux du Vercors.
| Pistes Vertes | Pistes Bleues | Pistes Rouges | Pistes Noires |
| ------------- | ------------- | ------------- | ------------- |
| 11            | 11            | 5             | 2             |

La station est également ouverte l'été et propose de nombreuses activités : trottinettes tout terrain, luge sur rail, VTT de descente, dropbag, randonnée. Le télésiège permet aux familles et aux randonneurs de profiter d'un point de vue exceptionnel sur le Diois et les hauts plateaux du Vercors. On peut admirer les vautours, le Grand Veymont, plus haut sommet du Vercors. Des tables d'orientation permettent également d'identifier les sommets.

### Cyclisme

#### Tour de France
Le col de Rousset a été franchi à 3 reprises par le Tour de France. Il est classé en 2e catégorie. Voici les coureurs qui ont franchi les premiers le col :
- 1984 : Jean-René Bernaudeau  France
- 1996 : Laurent Brochard  France
- 1998 : Stuart O'Grady  Australie

#### Critérium du Dauphiné libéré
Le col de Rousset a également servi d'arrivée de la 6e étape du critérium du Dauphiné libéré 1984. L'Australien Phil Anderson avait remporté cette étape. Il fut également au passage de la 6e étape du critérium du Dauphiné 2015 et Vincenzo Nibali l'avait franchi en tête. Son ascension est de nouveau prévue lors de la 6e étape du critérium du Dauphiné 2022, classée en 2e catégorie sur son versant le plus court.

### Course à pied
Le col accueille l'arrivée de la course de montagne Die-Col de Rousset de 1979 à 2011.